# Drive (pel·lícula de 2011)
Drive és un thriller neo-noir estrenat el 2011, protagonitzat per Ryan Gosling i Carey Mulligan, dirigida per Nicolas Winding Refn, i basada en el llibre homònim de l'escriptor James Sallis (2005).
La pel·lícula va guanyar la Palma d'Or al millor director al Festival Internacional de Cinema de Canes el 2011. Al final dels crèdits s'indica que la pel·lícula és un homenatge a Alejandro Jodorowsky, mentor i amic de Nicolas Winding Refn.

## Argument

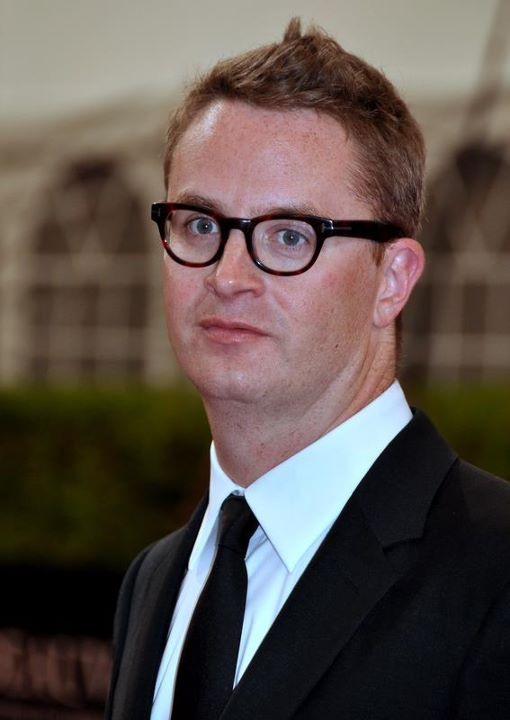
El director, Nicolas Winding Refn, en la presentació de la pel·lícula al festival del cinema americà de Deauville, el 2011.

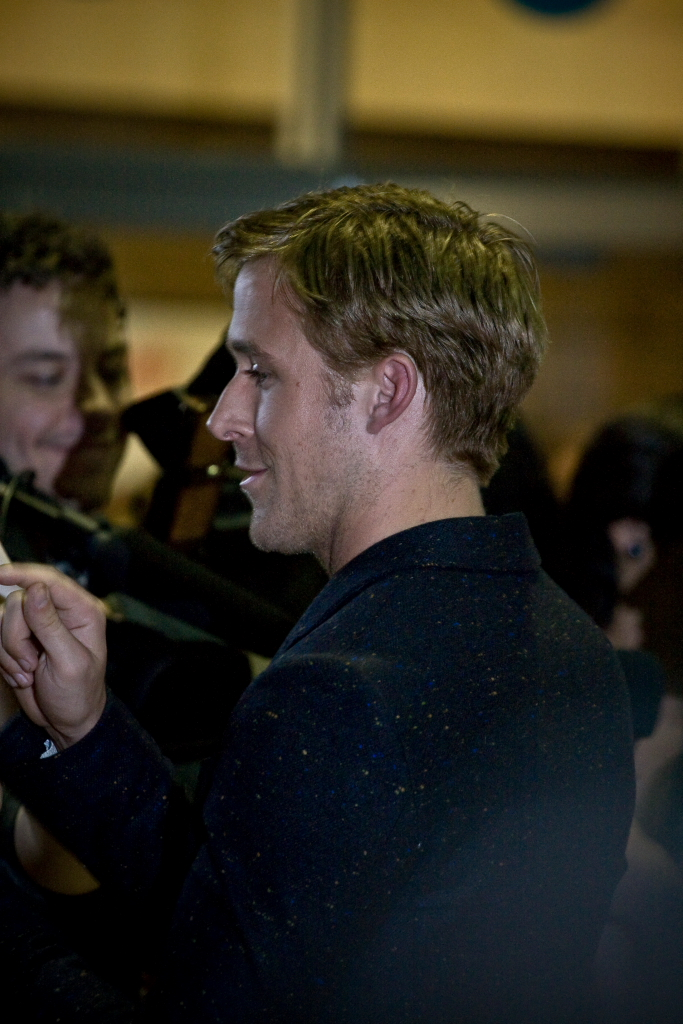
Ryan Gosling a l'estrena de Drive al Festival Internacional de Cinema de Toronto.

Un jove mecànic taciturn (Ryan Gosling) treballa en un petit garatge de Los Angeles i treballa de tant en tant com a especialista pel cinema. Però de nit, fa també de conductor (Driver en versió original) per a membres del crim organitzat. El patró del garatge, Shannon (Bryan Cranston), voldria veure'l participar més en carreres d'automòbils i, per concretar-ho, acaba per sol·licitar el suport financer del mafiós Bernie Rosa (Albert Brooks).
Poc de temps després d'haver-s'hi instal·lat, el conductor simpatitza amb la seva veïna Irene (Carey Mulligan) i el seu fill Benicio (Kaden Leos). El conductor no coneix el marit d'Irene, Standard (Oscar Isaac), fins que surt de presó. Standard, content de retrobar la seva dona i el seu fill, anuncia que a partir d'aleshores està ben determinat a ser honrat; però els esbirros de l'anomenat Cook, que garantia la seva protecció en presó, li claven una pallissa i amenacen de prendre-li Irene i Benicio si no atraca un creditor per reemborsar els milers de dòlars que deu al seu vell protector.

## Repartiment
- Ryan Gosling: el conductor
- Carey Mulligan: Irene
- Bryan Cranston: Shannon, el mecànic empresari del xofer
- Albert Brooks: Bernie Rosa
- Ron Perlman: Nino, el mafiós jueu
- Oscar Isaac: Estàndard Gabriel Guzman, el marit d'Irene
- Christina Hendricks: Blanca
- James Biberi: Chris Cook
- Kaden Leos: Benicio, el fill d'Irene i de Standard

## Producció

### Gènesi
Drive és l'adaptació cinematogràfica de la novel·la homònima de James Sallis, publicada l'any 2005 als Estats Units. El productor, Marc E. Platt, posa una opció per l'adaptació del llibre després d'haver-ne llegit una crítica a Publishers Weekly.
Marc E. Platt s'interessa pel costat enigmàtic i reservat del personatge, que viu segons el seu propi codi de conducta i que recorda alguns herois, interpretats per Steve McQueen o Clint Eastwood, que Platt descriu com« homes durs, poc xerraires, que s'expressen a través dels seus actes ».

### Guió

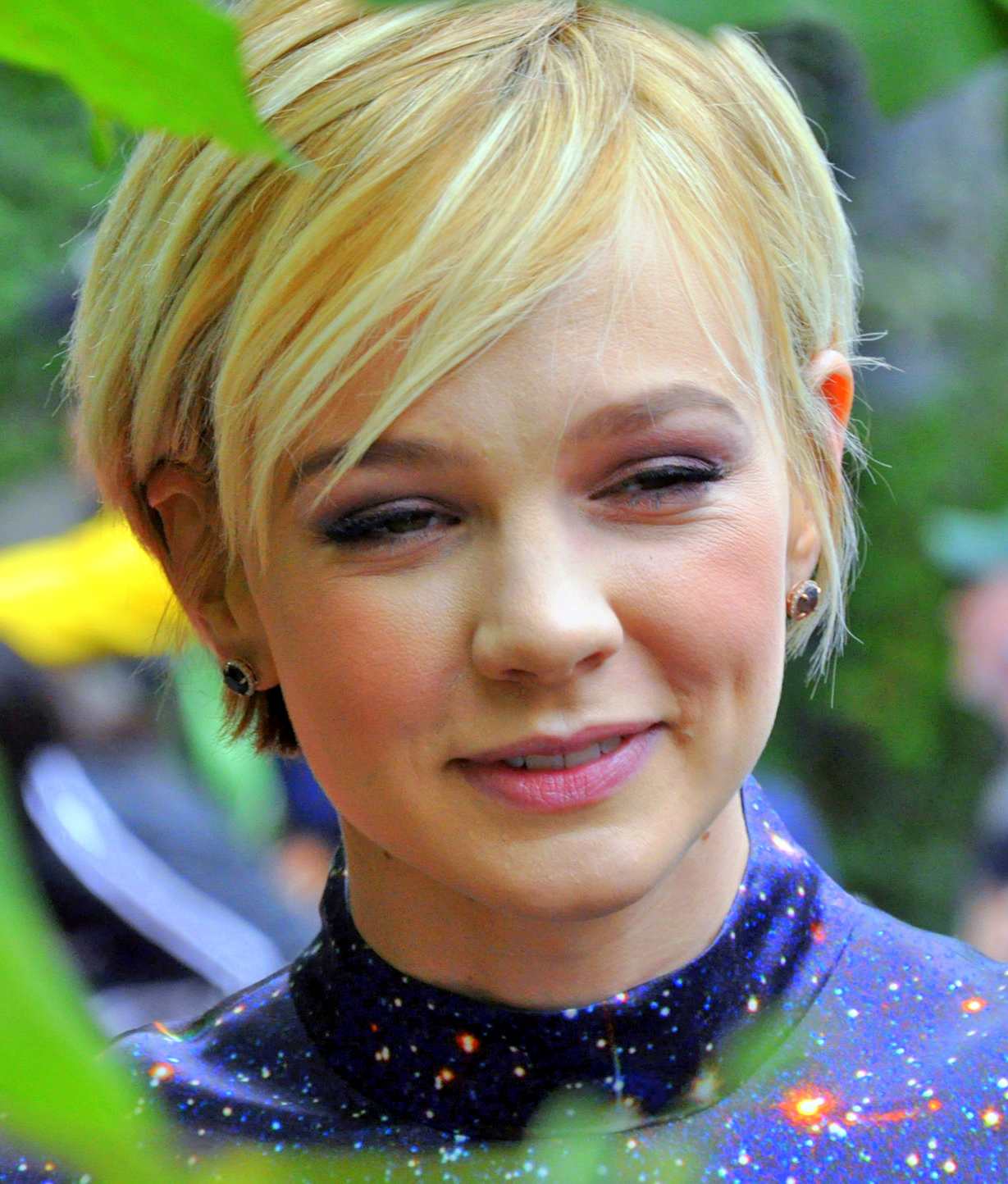
Carey Mulligan interpreta el personatge d'Irene. Explica: «Quan vaig rebre el guió, em vaig enamorar d'aquesta història i vaig fer mans i mànigues per aconseguir el paper.»

El guionista Hossein Amini va ser contractat per adaptar la novel·la en un guió. « És rar de veure confiar un llibre d'aquest gènere per un estudi. Era molt curt i molt fosc, gairebé com un poema », explica Amini. L'adaptació a una pel·lícula per al gran públic és difícil perquè la novel·la, construïda sobre una història no lineal, presenta nombrosos flashbacks. Amini havia de trobar un fil director amb la finalitat que el desenvolupament de l'acció fos més lineal, tot mantenint la coherència amb la visió de Sallis (on el punt de vista és el del conductor al volant del seu cotxe). El guionista és conscient que un atracament que surt malament és una acció vista manta vegades al cinema, però la novetat que aporta el llibre « és de mostrar com tots els personatges en queden afectats. L'atracament té conseqüències no només sobre el xofer sinó sobre tots els altres.»
La primera adaptació de Drive es va anunciar a començaments del 2008, amb Neil Marshall a la direcció i Hugh Jackman de protagonista. Universal Studios havia provat de fer-ne una adaptació alguns anys abans. El febrer de 2010, Marshall i Jackman deixen de formar part del projecte.
Quan Ryan Gosling signa, els productors li deixen la tria del realitzador i proposa el danès Nicolas Winding Refn, del qual és fan. Fins que els productors el contacten, Refn estava absorbit per un projecte que acabava de fracassar, cosa que el deprimia; es va trobar amb Gosling per menjar per parlar de Drive, però Refn no es trobava en forma i gairebé no parlava, cosa que va provocar una situació incòmoda. Gosling va acompanyar Refn en cotxe; durant el trajecte, Gosling va encendre la ràdio per dissimular el silenci de la situació; va sonar una cançó de REO Speedwagon i Refn es va posar a plorar i li va dir a Gosling «farem una pel·lícula sobre un home que condueix a Los Angeles escoltant música pop perquè és la seva vàlvula emocional!». En el moment de la primera lectura del guió, Refn va quedar més intrigat pel concepte d'un home amb doble personalitat, actor d'escenes perilloses de dia i xofer per a criminals el vespre, que per la història en si mateixa. Sobre el rodatge, Refn afirma haver-hi « tingut una relació telepàtica » amb Gosling.

## Galeria

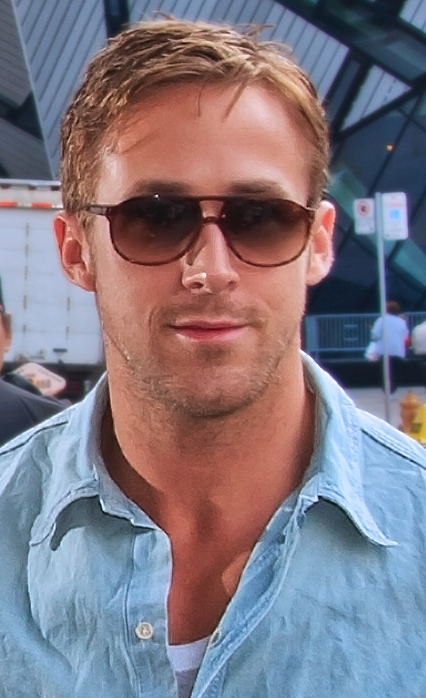
Ryan Gosling al festival internacional de Cinema de Toronto el 2010.
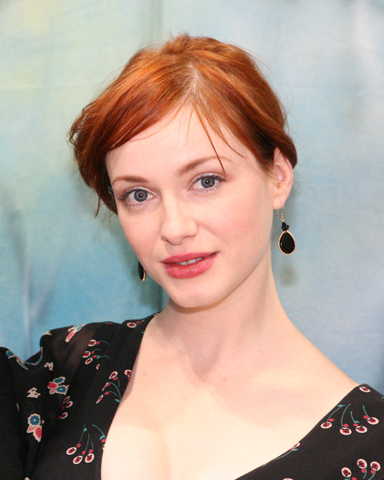
Després d'haver vist una foto de Christina Hendricks, la dona de Refn la recomana pel paper de Blanca.
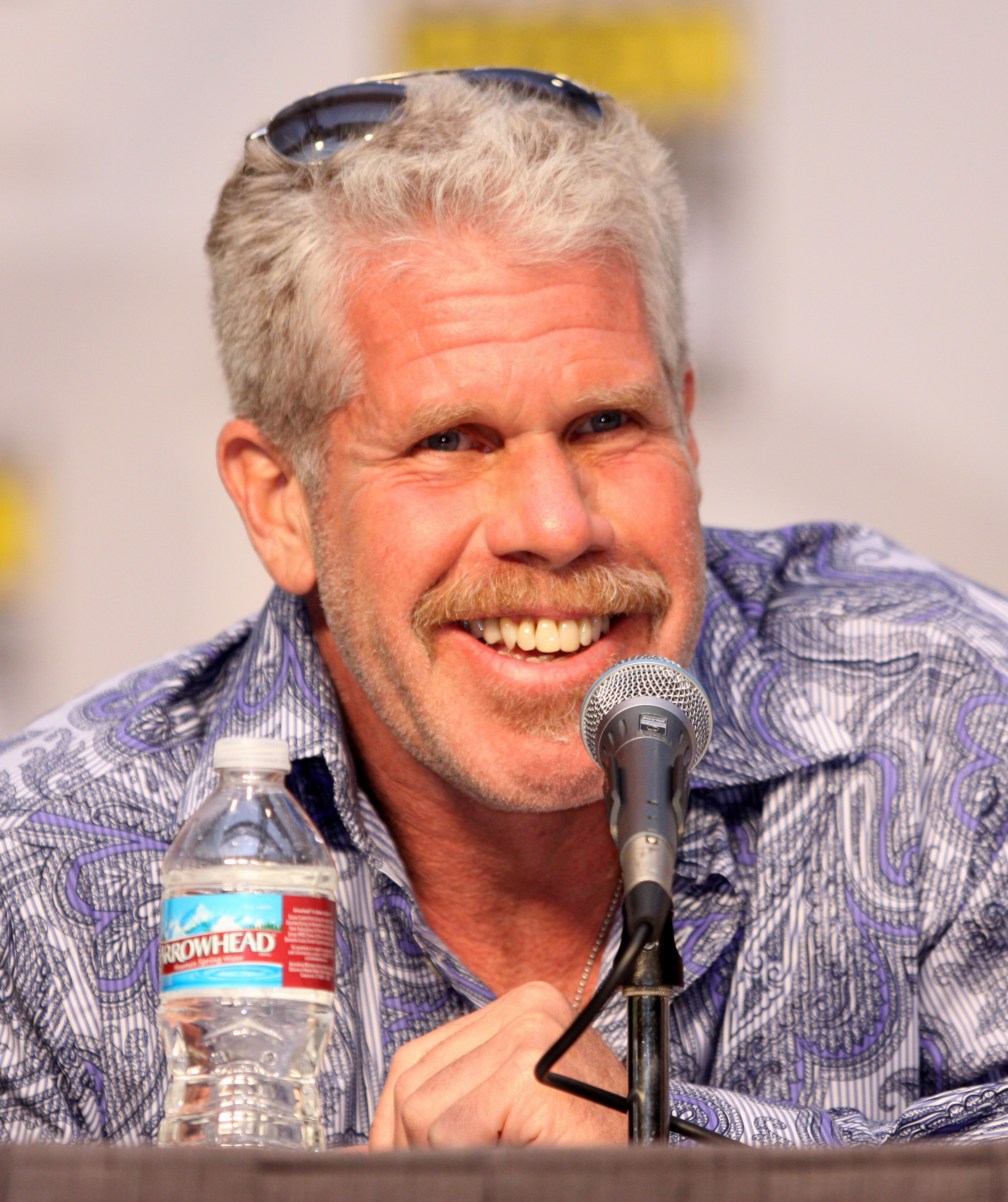
Ron Perlman interpreta Nino.